# Nicky Adler
Nicky Adler (ur. 23 maja 1985 w Lipsku) – piłkarz niemiecki grający na pozycji napastnika.

## Kariera klubowa
Adler pochodzi z Lipska. Piłkarską karierę rozpoczął w tamtejszym małym amatorskim klubie Rotation Leipzig 1950. W 1997 podjął treningi w VfB Leipzig, ale w 2003 roku wyjechał do Monachium i został piłkarzem TSV 1860. W sezonie 2004//2005 występował w rezerwach – w ciągu dwóch lat zdobył dla nich 23 gole w Regionallidze. 9 września 2005 zadebiutował w 2. Bundeslidze meczem z Dynamem Drezno (1:2). W całym sezonie wystąpił 9-krotnie, a w kolejnym (2006/2007) był już podstawowym zawodnikiem "Lwów". Zdobył dla nich 5 goli w lidze, ale zespół nie zdołał awansować do pierwszej ligi.
W lipcu 2007 Adler podpisał 3-letni kontrakt z 1. FC Nürnberg, do którego przeszedł na zasadzie wolnego transferu. Jednak tam mu się nie powiodło, gdyż w rozegranych 13 spotkaniach Bundesligi, nie zdobył żadnej bramki, a dodatkowo został odesłany do klubowych rezerw. Dlatego też latem 2008 przeszedł do drugoligowego MSV Duisburg.
| Sezon   | Klub                        | Kraj   | Rozgrywki     | Mecze | Bramki |
| ------- | --------------------------- | ------ | ------------- | ----- | ------ |
| 2004/05 | TSV 1860 Monachium amatorzy | Niemcy | Regionalliga  | 31    | 12     |
| 2005/06 | TSV 1860 Monachium          | Niemcy | 2. Bundesliga | 9     | 0      |
| 2005/06 | TSV 1860 Monachium amatorzy | Niemcy | Regionalliga  | 27    | 11     |
| 2006/07 | TSV 1860 Monachium          | Niemcy | 2. Bundesliga | 24    | 5      |
| 2006/07 | TSV 1860 Monachium amatorzy | Niemcy | Regionalliga  | 9     | 3      |
| 2007/08 | 1. FC Nürnberg              | Niemcy | Regionalliga  | 13    | 6      |
| 2007/08 | 1. FC Nürnberg amatorzy     | Niemcy | Bundesliga    | 13    | 0      |
| 2008/09 | MSV Duisburg                | Niemcy | 2. Bundesliga | 17    | 2      |
| 2009/10 | MSV Duisburg                | Niemcy | 2. Bundesliga | 25    | 3      |
| 2010/11 | VfL Osnabrück               | Niemcy | 2. Bundesliga | 31    | 7      |
| 2011/12 | SV Wacker Burghausen        | Niemcy | 3. Liga       | 17    | 2      |
| 2012/13 | SV Sandhausen               | Niemcy | 2. Bundesliga | 14    | 1      |
| 2013/14 | SV Sandhausen               | Niemcy | 2. Bundesliga | 25    | 9      |
| 2014/15 | SV Sandhausen               | Niemcy | 2. Bundesliga | 17    | 2      |
| 2015/16 | FC Erzgebirge Aue           | Niemcy | 3. Liga       | 33    | 6      |

## Kariera reprezentacyjna
Adler ma za sobą występy w młodzieżowych reprezentacjach Niemiec. W kategorii U-19 zagrał w 2 spotkaniach, natomiast w U-20 – w 14 i zdobył 4 gole.